# Dania na Letnich Igrzyskach Olimpijskich 1952
Danię na XV Letnich Igrzyskach Olimpijskich w Helsinkach reprezentowało 129 zawodników i zawodniczek

## Medale
| Medal  | Zawodnicy                                    | Sport       | Konkurencja | Data |
| ------ | -------------------------------------------- | ----------- | ----------- | ---- |
| złoto  | Paul Elvstrøm                                | Żeglarstwo  |             |      |
| złoto  | Finn Haunstoft Bent Peder Rasch              | Kajakarstwo |             |      |
| srebro | Lis Hartel                                   | Jeździectwo |             |      |
| brąz   | Svend Pedersen Poul Svendsen Jørgen Frantzen | Wioślarstwo |             |      |
| brąz   | Victor Jørgensen                             | Boks        |             |      |
| brąz   | Karen Lachmann                               | Szermierka  |             |      |